# Koulpélogo
Koulpélogo är en provins i Burkina Faso.   Den ligger i regionen Centre-Est, i den sydöstra delen av landet, 210 km sydost om huvudstaden Ouagadougou. Antalet invånare är 319 606. Huvudort är Ouargaye.